# José Amador de los Ríos
José Amador de los Ríos (Baena, 1º gennaio 1818 – Siviglia, 17 febbraio 1878) è stato un drammaturgo spagnolo.
Dopo una deludente carriera da tragediografo, divenne pregiato storico e critico letterario. Fu inoltre discreto archeologo. Tra le sue opere vanno citate Hístoria critica de la Literatura Española (1863) e Poesía popular de España (1861).